# Jordan Goodwin
Jordan Goodwin (Centreville, 23 de outubro de 1998) é um jogador norte-americano de basquete profissional que atualmente joga no Los Angeles Lakers da National Basketball Association (NBA).
Ele jogou basquete universitário pela Universidade Saint Louis.

## Carreira no ensino médio
Goodwin estudou na Althoff Catholic High School em Belleville, Illinois. Em sua terceira temporada, ele teve médias de 19 pontos, nove rebotes e 3,2 assistências, levando seu time a um recorde de 32–2 e ao título estadual. Em 24 de janeiro de 2017, Goodwin marcou 26 pontos  na vitória por 74-64 sobre o Mount Vernon High School e ultrapassou Kevin Lisch como o maior artilheiro de todos os tempos da escola. Após o jogo, ele foi submetido a uma cirurgia para uma ruptura parcial no ombro esquerdo, que o incomodava ocasionalmente há dois anos.
Um recruta consensual de quatro estrelas, ele se comprometeu a jogar basquete universitário na Universidade Saint Louis e rejeitou as ofertas de Alabama, Illinois, Missouri e Northwestern.
Goodwin também jogou futebol americano no ensino médio como um tight end e wide receiver, ajudando seu time a terminar como vice-campeão estadual em seu segundo ano e recebeu ofertas de bolsas de estudos de Iowa e Novo México.

## Carreira universitária
Em 13 de janeiro de 2018, Goodwin registrou o primeiro triplo-duplo da história da Universidade Saint Louis com 13 pontos, 15 rebotes e 10 assistências na vitória por 76-63 sobre Duquesne. Em 10 de fevereiro, ele marcou 28 pontos, o recorde de sua carreira, na vitória por 70-62 sobre La Salle. Goodwin foi suspenso pelo restante de sua temporada de calouro por violação da política da universidade depois de ser um dos quatro jogadores acusados de agressão sexual, embora nenhuma acusação tenha sido feita e ele foi inocentado posteriormente. Como calouro, ele teve médias de 11,5 pontos, 7,5 rebotes e quatro assistências.
Em sua segunda temporada, Goodwin teve médias de 10,5 pontos, 7,5 rebotes e 3,4 assistências. Ele registrou 66 roubos de bola, a quinto maior marca em uma temporada na história da universidade.
Ele assumiu um papel de liderança em seu terceiro ano, descrevendo-se como um jogador-treinador. Em 19 de dezembro de 2019, Goodwin registrou 14 pontos, 19 rebotes, o recorde de sua carreira e quatro assistências na vitória por 69-60 sobre Southern Illinois. Nessa temporada, ele teve médias de 15,5 pontos, 10,4 rebotes, 3,1 assistências e 2,1 roubos de bola e foi selecionado para a Primeira-Equipe e para a Equipe Defensiva da Atlantic 10. Goodwin liderou todos os armadores da Divisão I da NCAA em duplos-duplos com 15 e foi o único jogador da Divisão I com menos de 1,91 m a se classificar entre os 100 melhores nacionalmente em rebotes. Ele e Hasahn French foram os únicos companheiros de equipe no país com média de duplos-duplos. Goodwin se declarou para o draft da NBA de 2020 antes de retirar seu nome e optar por retornar a Saint Louis.
Em sua última temporada, ele teve médias de 14,5 pontos, 10,1 rebotes, 3,9 assistências e 2 roubos de bola. Goodwin foi nomeado para a Primeira-Equipe e para a Equipe Defensiva da Atlantic 10 depois de quebrar o recorde de roubos de bola da universidade.

## Carreira profissional

### Washington Wizards / Capital City Go-Go (2021–Presente)
Depois de não ser selecionado no draft da NBA de 2021, Goodwin se juntou ao Washington Wizards para a Summer League de 2021. Em 21 de setembro de 2021, ele assinou um contrato com os Wizards. Goodwin foi dispensado em 16 de outubro.
Em outubro de 2021, ele se juntou ao Capital City Go-Go como jogador afiliado. Ele teve médias de 15,8 pontos, 5,9 rebotes e 3,6 assistências.
Em 27 de dezembro de 2021, os Wizards assinaram um contrato de 10 dias com Goodwin. Depois que seu contrato expirou, ele voltou ao Go-Go.
Goodwin se juntou ao Wizards durante a pré-temporada de 2022 para os treinamentos e teve seu contrato convertido em um contrato bidirecional em 15 de outubro de 2022. Em 24 de fevereiro de 2023, o Wizards assinou um contrato de 3 anos e US$4.9 milhões com os Wizards.

## Estatísticas da carreira

### NBA

#### Temporada regular
| Ano     | Equipe     | PJ | PT | MPJ | AP   | 3P   | LL | RT | AS | BR | TO | PPJ |
| ------- | ---------- | -- | -- | --- | ---- | ---- | -- | -- | -- | -- | -- | --- |
| 2021–22 | Washington | 2  | 0  | 3.0 | .000 | .000 | –  | .5 | .0 | .0 | .0 | .0  |

### G-League
| Ano      | Equipe       | PJ | PT | MPJ  | AP   | 3P   | LL   | RT  | AS  | BR  | TO | PPJ  |
| -------- | ------------ | -- | -- | ---- | ---- | ---- | ---- | --- | --- | --- | -- | ---- |
| 2021-22  | Capital City | 31 | 31 | 32.4 | .412 | .302 | .792 | 6.1 | 4.6 | 2.0 | .4 | 16.1 |
| 2022-23  | Capital City | 4  | 4  | 36.0 | .380 | .280 | .769 | 6.8 | 5.0 | 1.3 | .8 | 19.3 |
| Carreira | Carreira     | 35 | 35 | 34.2 | .396 | .291 | .780 | 6.4 | 4.8 | 1.6 | .6 | 17.7 |

### Universitário
| Ano      | Equipe      | PJ  | PT  | MPJ  | AP   | 3P   | LL   | RT   | AS  | BR  | TO | PPJ  |
| -------- | ----------- | --- | --- | ---- | ---- | ---- | ---- | ---- | --- | --- | -- | ---- |
| 2017–18  | Saint Louis | 26  | 26  | 33.4 | .372 | .235 | .691 | 7.5  | 4.0 | 2.0 | .6 | 11.5 |
| 2018–19  | Saint Louis | 36  | 35  | 34.2 | .403 | .263 | .511 | 7.5  | 3.4 | 1.8 | .3 | 10.5 |
| 2019–20  | Saint Louis | 31  | 31  | 35.9 | .473 | .282 | .538 | 10.4 | 3.1 | 2.1 | .2 | 15.5 |
| 2020–21  | Saint Louis | 21  | 21  | 33.1 | .430 | .314 | .643 | 10.1 | 3.9 | 2.0 | .2 | 14.5 |
| Carreira | Carreira    | 114 | 113 | 34.1 | .419 | .273 | .595 | 8.8  | 3.6 | 1.9 | .3 | 13.0 |

Fonte: